# Kristni saga
Kristni Saga (tłum. z islandzkiego: Historia chrystianizacji) – dzieło islandzkiego kronikarza Ariego Þorgilssona, powstała w XII wieku na Islandii. Opisuje przyjęcie chrześcijaństwa przez Islandczyków oraz początki Kościoła katolickiego na Islandii.